# Yuriko Koike
Yuriko Koike (小池 百合子, Koike Yuriko, 15 de julio de 1952) es una política japonesa, actual Gobernadora de Tokio.
Se graduó en Sociología en la Universidad Americana en El Cairo como la mejor estudiante en 1976 y fue miembro de la Cámara de Representantes de 1993 a 2016, en que renunció para postularse a la Gobernación de Tokio. El 31 de julio de 2016 ganó la elección y se convirtió en la  primera mujer en ocupar el cargo.
Fue miembro del Partido Liberal Democrático (PLD) hasta el 31 de mayo de 2017. Ese año fundó el Partido de la Esperanza (Kibō no Tō) y se transformó en su líder. El partido se disolvió en 2018 y desde entonces se mantiene como independiente.
Fue Ministra de Medio Ambiente y Ministra de Estado para Okinawa y otros territorios del norte en el Gabinete del primer ministro Jun'ichirō Koizumi. En 2007 se convirtió en la primera mujer Ministra de Defensa, en el Gabinete del primer ministro Shinzō Abe, pero dimitió después de 54 días en el puesto a causa de un escándalo en el que aparentemente no estaba implicada.

## Trayectoria política
Koike fue elegida para la Cámara de Consejeros (Senado japonés) en 1992 como miembro del Nuevo Partido de Japón. Luego fue elegida a la Cámara de Representantes en 1993, en representación del segundo distrito de Hyogo. En 1996 fue reelegida a la Cámara de Representantes, esta vez representando el sexto distrito de Hyogo por el Partido de la Nueva Frontera.
El 31 de julio de 2016 fue elegida gobernadora de Tokio convirtiéndose en la primera mujer en asumir el cargo. Koike se presentó a las elecciones como independiente, ya que a pesar de que tenía intenciones de postularse con el apoyo del PLD, este no le dio el aval y prefirió apoyar a Hiroya Masuda, advirtiendo a sus miembros que castigarían cualquier apoyo de partidarios a Koike. No obstante, varios políticos importantes del PLD apoyaron a Koike y otros miembros clave del partido, incluyendo al primer ministro Abe, se abstuvieron de apoyar tanto a Koike como a Masuda. Finalmente Koike se impuso con 2,9 millones de votos (un 44 %) a los otros 20 candidatos (incluyendo a Masuda), accediendo así al segundo cargo político más importante del país.

## Posiciones políticas
Koike apoya el liberalismo económico, promueve la reforma administrativa y presupuestaria e insiste en un mayor avance del estatus de la mujer en el mundo laboral. Es considerada una nacionalista conservadora.

### Nacionalismo
Como nacionalista, Koike fue una de las cinco vicesecretarias generales del Comité de Miembros de la Dieta de Nippon Kaigi, el principal grupo de presión nacionalista del país.
Como gobernadora de Tokio, se negó a reconocer la ocurrencia de la Masacre de Kantō de 1923, que el ejército, la policía y los vigilantes japoneses cometieron contra los residentes coreanos.

### Otras posiciones
Koike también ha promovido activamente la cultura pop japonesa, apareciendo en el cosplay como Sally de Sally la bruja en 2015. Durante su campaña de 2016 en Tokio, declaró que quería convertir a todo Tokio en una "tierra del anime".
También ha promovido ampliamente la realización de los Juegos Olímpicos de Tokio 2020 y se ha mostrado en múltiples ocasiones a favor de su aplazamiento pero en contra de su cancelación por la pandemia del COVID-19.

## Galería

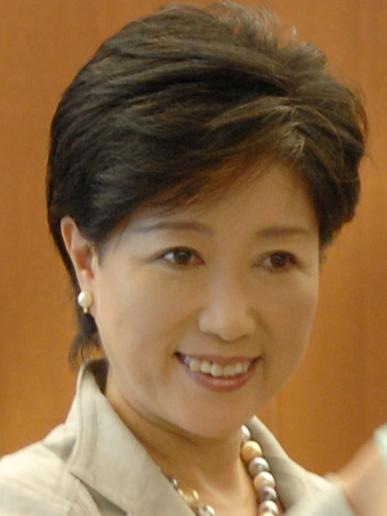
Yuriko Koike en 2007.
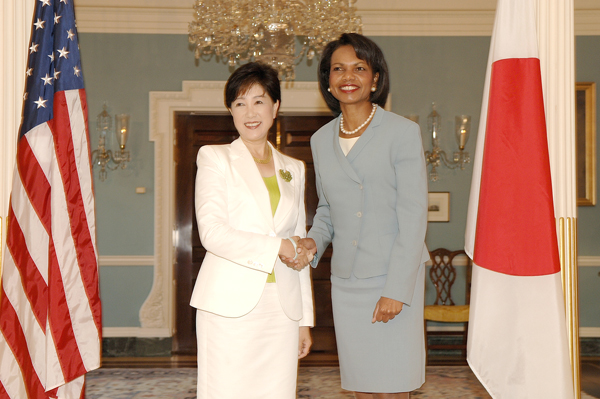
Yuriko Koike con Condoleezza Rice en 2007.
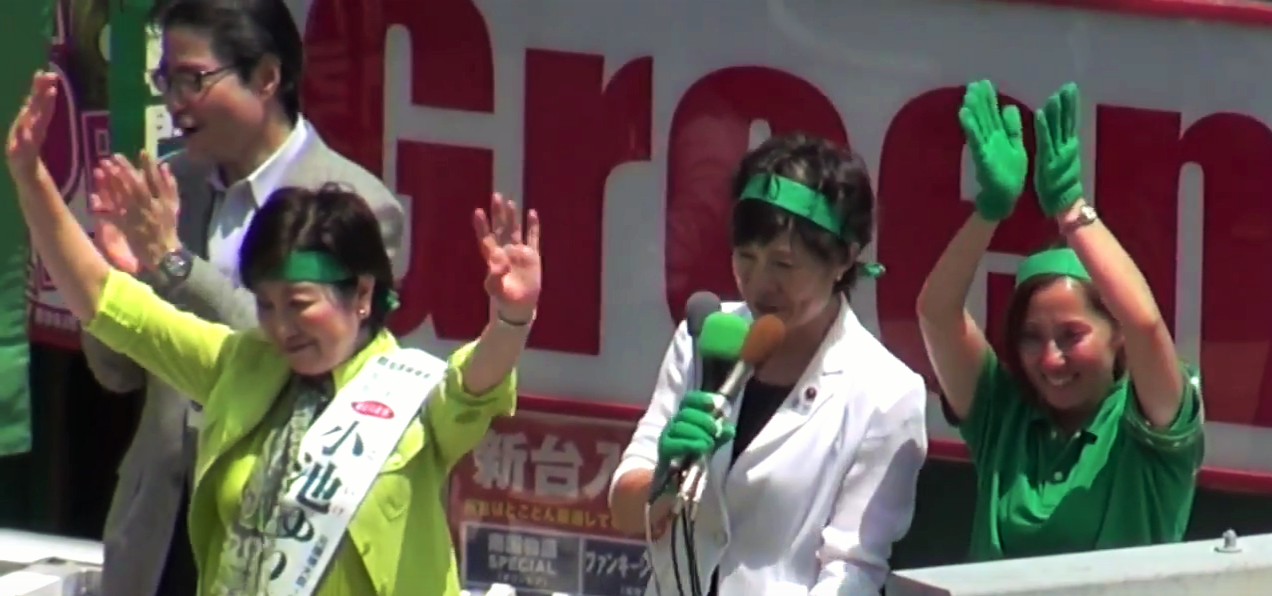
Yuriko Koike en 2016.